# Should Husbands Be Watched?
Should Husband Be Watched? est un film muet américain réalisé par Leo McCarey et sorti en 1925.

## Synopsis
Ayant récupéré une belle somme d'argent, Mr Jump propose à sa femme d'engager une femme de chambre, ce qui lui évitera désormais les travaux ménagers. Mrs Jump s'en trouve ravie, mais, quelques jours après, elle surprend son époux dans une situation équivoque avec la nouvelle bonne...

## Fiche technique
- Titre : Should Husband Be Watched?
- Réalisation : Leo McCarey
- Photographie : Len Powers
- Montage : Richard C. Currier
- Production : Hal Roach
- Pays d'origine :  États-Unis
- Langue : Anglais
- Format : Noir et blanc — 35 mm — 1,33:1 — Son : Mono
- Genre : Comédie
- Durée : 15 minutes
- Dates de sortie : 
  -  États-Unis : 14 mars 1925

## Distribution
- Charley Chase : Jamison Jump
- Katherine Grant : Mrs Jump
- Olive Borden : la nouvelle bonne
- William Frawley
- Jack Gavin
- Al Hallett
- Mickey Bennett